# نوكيا 111
نوكيا 111 هو هاتف محمول من نوكيا يعمل بنظام سيمبيان تم الكشف عنه عام 2012، تم طرحه في الأسواق في 2012.

## الخصائص
- نظام التشغيل: سيمبيان
- الكاميرا الأمامية: لا يوجد
- الكاميرا الخلفية: VGA وبدقة وضوح 640*480 بيكسل
- الوزن: 77
- التخزين: 10 ميجابايت

## التوفر
متوفر بالألوان: الأسود والسيان و الأخضر